# Old Funeral
Old Funeral fue una banda de death metal fundada en 1988 por Olve Eikemo, Jan Atle y Tore Bratseth en Bergen, Noruega. Fue una de las primeras bandas en la escena del metal extremo de Noruega. En 1992 la banda ya se había disuelto, pero desde que los miembros anteriores, (tales como Abbath y Demonaz de Immortal, y Varg Vikernes de Burzum) ahora son famosos, Old Funeral también adquirió reconocimiento, aun cuando su música no es tan impresionante para los estándares actuales. Entre sus influencias estaban Carcass y Morbid Angel.

## Miembros
- Olve Eikemo - bajo y voz
- Varg Vikernes - guitarra y bajo
- Jörn Tonsberg - guitarra
- Ali Gator (Tore Bratseth) - guitarra
- Harald Nævdal - guitarra
- Padden (Jan Atle) - batería y voz
- Tyr - batería
- Thorlak - bajo

## Discografía
- Demo - (1989)
- Abduction of Limbs - (Demo) (1990)
- Devoured Carcass - (EP) 1991
- Join the Funeral Procession - (Recopilación) (1999)
- The Older Ones - (Recopilación) (1999)
- Grim Reaping Norway - (Directo) (2002)

- Datos: Q2350820